# Wikipedia en persa
La Wikipedia en persa (en persa: ویکی‌پدیای فارسی, Wikipediā, Dānešnāme-ye Āzād) es la versión en persa de Wikipedia. La versión persa de Wikipedia se inició en diciembre de 2003. Para marzo de 2025, tiene 1 033 929 artículos, 1 380 141 usuarios registrados y 93 942 archivos, y es la 18.° edición más grande de Wikipedia por número de artículos, y ocupa el puesto 14 en términos de profundidad entre las Wikipedias. Pasó de los 1000 artículos el 16 de diciembre de 2004 y los 200 000 artículos el 10 de julio de 2012. Roozbeh Pournader es el primer bibliotecario, desarrollador y burócrata del proyecto.

## Número de artículos en distintos días
- El 25 de agosto de 2010 alcanza los 100 000 artículos.
- El 9 de julio de 2012 alcanza los 200 000 artículos.
- El 19 de febrero de 2013 alcanza los 300 000 artículos.
- El 18 de julio de 2014 alcanza los 400 000 artículos.
- El 29 de julio de 2016 alcanza los 500 000 artículos.
- El 24 de marzo de 2018 alcanza los 600 000 artículos.
- El 25 de mayo de 2021 alcanza los 800 000 artículos.
- El 13 de abril de 2022 alcanza los 900 000 artículos.